# ماریوون دوپورور
ماریوون دوپورور (فرانسوی: Maryvonne Dupureur‎؛ ۲۴ مه ۱۹۳۷ – ۷ ژانویه ۲۰۰۸) دونده ۸۰۰ متر اهل فرانسه بود.
وی در مسابقات کشوری و بین‌المللی در مجموع برندهٔ ۲ مدال نقره شده‌است.